# Thể thao dưới nước tại Đại hội Thể thao Đông Nam Á 1985
Thể thao dưới nước tại Đại hội Thể thao Đông Nam Á năm 1985, bao gồm ba bộ môn: bơi lội, lặn và bóng nước, được tổ chức từ ngày 8 đến 17 tháng 12 năm 1985 tại Bangkok, Thái Lan trong khuôn khổ SEA Games lần thứ 13.
Các nội dung bơi lội diễn ra với rất nhiều cự ly phong phú, từ 100 m đến 1500 m tự do, ngửa, ếch, bướm và hỗn hợp cá nhân, cùng các nội dung tiếp sức. Các nội dung lặn bao gồm 3 m ván mềm và 10 m ván cứng cho cả nam và nữ. Nội dung bóng nước chỉ có giải nam, với Singapore, Indonesia và Malaysia là những cái tên góp mặt trên bục huy chương.
Đây là kì đại hội mà môn Thể thao dưới nước có sự cạnh tranh khá quyết liệt giữa các quốc gia khi mà cả ba đoàn là Singapore, Indonesia và Malaysia đều giành được 10 huy chương vàng.

## Tóm tắt kết quả

### Bơi lội
Nội dung của nam
| Nội dung                 | Vàng                                                                           | Vàng     | Bạc                                                                              | Bạc      | Đồng                                                                                | Đồng     |
| ------------------------ | ------------------------------------------------------------------------------ | -------- | -------------------------------------------------------------------------------- | -------- | ----------------------------------------------------------------------------------- | -------- |
| 100 m tự do              | Ang Peng Siong                                                                 | 52.42    | Oon Jin Gee                                                                      | 53.44    | Padhanaseth Changkasiri                                                             | 54.04    |
| 200 m tự do              | William Wilson                                                                 | 1:57.25  | Oon Jin Gee                                                                      | 1:57.63  | Daniel Arief Budiman                                                                | 1:57.72  |
| 400 m tự do              | William Wilson                                                                 | 4:08.81  | René Concepcion                                                                  | 4:13.64  | Daniel Arief Budiman                                                                | 4:13.84  |
| 1500 m tự do             | William Wilson                                                                 | 16:42.19 | Enrico Rosquillo                                                                 | 17:08.45 | Huang Ying Tsang                                                                    | 17:19.20 |
|                          |                                                                                |          |                                                                                  |          |                                                                                     |          |
| 100 m bơi ngửa           | David Lim Fong Jock                                                            | 58.36    | Lukman Niode                                                                     | 58.89    | Padhanaseth Changkasiri                                                             | 1:01.42  |
| 200 m bơi ngửa           | David Lim Fong Jock                                                            | 2:08.86  | Lukman Niode                                                                     | 2:09.06  | Eric Buhain                                                                         | 2:13.56  |
|                          |                                                                                |          |                                                                                  |          |                                                                                     |          |
| 100 m bơi ếch            | Tjatur Sugiarto                                                                | 1:06.59  | René Concepcion                                                                  | 1:06.83  | Jairulla Jaitulla                                                                   | 1:06.84  |
| 200 m bơi ếch            | Lee Concepcion                                                                 | 2:24.56  | Francisco Guanco                                                                 | 2:25.81  | Tjatur Sugiarto                                                                     | 2:26.40  |
|                          |                                                                                |          |                                                                                  |          |                                                                                     |          |
| 100 m bơi bướm           | Mustamsikin                                                                    | 57.68    | Sudiono Sabeni                                                                   | 57.77    | Ang Peng Siong                                                                      | 57.79    |
| 200 m bơi bướm           | Daniel Arief Budiman                                                           | 2:09.29  | Mustamsikin                                                                      | 2:10.51  | Renato Padronia                                                                     | 2:10.85  |
|                          |                                                                                |          |                                                                                  |          |                                                                                     |          |
| 200 m hỗn hợp cá nhân    | David Lim Fong Jock                                                            | 2:10.57  | Jairulla Jaitulla                                                                | 2:12.11  | Lukman Niode                                                                        | 2:12.35  |
| 400 m hỗn hợp cá nhân    | Eric Buhain                                                                    | 4:43.63  | René Concepcion                                                                  | 4:44.19  | Soo-tho Kok Mun                                                                     | 4:50.35  |
|                          |                                                                                |          |                                                                                  |          |                                                                                     |          |
| 4×100 m tiếp sức tự do   | Singapore Ang Peng Siong · Tay Khoon Hean · David Lim Fong Jock · Oon Jin Teik | 3:34.60  | Indonesia Lukman Niode · John David Item · Daniel Arief Budiman · Mustamskin     | 3:38.82  | Philippines René Concepcion · William Wilson · Enrico Rosquillo · Jairulla Jaitulla | 3:40.36  |
| 4×200 m tiếp sức tự do   | Singapore David Lim Fong Jock · Ang Peng Siong · Oon Jin Gee · Oon Jin Teik    | 7:58.03  | Philippines René Concepcion · William Wilson · Enrico Rosquillo · Lee Concepcion | 7:58.44  | Indonesia Lukman Niode · Daniel Arief Budiman · Mustamsikin · Moh Iqbal Tawaqqal    | 8:13.44  |
| 4×100 m tiếp sức hỗn hợp | Singapore David Lim Fong Jock · Oon Jin Teik · Ang Peng Siong · Oon Jin Gee    | 3:56.96  | Indonesia Tjatur Sugiarto · Lukman Niode · John David Item · Mustamsikin         | 3:58.17  | Philippines William Wilson · Renato Padronia · Eric Buhain · Lee Concepcion         | 4:02.82  |

Nội dung của nữ
| Nội dung                 | Vàng                                                                                             | Vàng    | Bạc                                                                                               | Bạc     | Đồng                                                                                         | Đồng    |
| ------------------------ | ------------------------------------------------------------------------------------------------ | ------- | ------------------------------------------------------------------------------------------------- | ------- | -------------------------------------------------------------------------------------------- | ------- |
| 100 m tự do              | Nurul Huda Abdullah                                                                              | 59.51   | May Tan Seok Khoon                                                                                | 1:00.83 | Elfira Rosa Nasution                                                                         | 1:00.95 |
| 200 m tự do              | Nurul Huda Abdullah                                                                              | 2:07.77 | Chatkaew Bulsuk                                                                                   | 2:10.13 | May Tan Seok Khoon                                                                           | 2:10.45 |
| 400 m tự do              | Nurul Huda Abdullah                                                                              | 4:25.39 | Kusumarn Thammongkol                                                                              | 4:30.33 | Elfira Rosa Nasution                                                                         | 4:30.35 |
| 800 m tự do              | Nurul Huda Abdullah                                                                              | 8:58.29 | Kusumarn Thammongkol                                                                              | 9:15.73 | Chatkaew Bulsuk                                                                              | 9:17.87 |
|                          |                                                                                                  |         |                                                                                                   |         |                                                                                              |         |
| 100 m bơi ngửa           | Ratna Laurentia Pradipta                                                                         | 1:07.93 | Christine Jacob                                                                                   | 1:10.12 | Rizza Maniego                                                                                | 1:11.36 |
| 200 m bơi ngửa           | Ratna Laurentia Pradipta                                                                         | 2:26.26 | Christine Jacob                                                                                   | 2:30.94 | Dullaya Phuangthong                                                                          | 2:33.50 |
|                          |                                                                                                  |         |                                                                                                   |         |                                                                                              |         |
| 100 m bơi ếch            | Nuntana Khaoplum                                                                                 | 1:16.39 | Rainy Maria Awuy                                                                                  | 1:16.82 | Rose Luzelle Papa                                                                            | 1:20.24 |
| 200 m bơi ếch            | Nuntana Khaoplum                                                                                 | 2:44.86 | Rainy Maria Awuy                                                                                  | 2:46.37 | Kanogwon Sriprasert                                                                          | 2:53.73 |
|                          |                                                                                                  |         |                                                                                                   |         |                                                                                              |         |
| 100 m bơi bướm           | May Tan Seok Khoon                                                                               | 1:04.97 | Nurul Huda Abdullah                                                                               | 1:06.07 | Elfira Rosa Nasution                                                                         | 1:06.94 |
| 200 m bơi bướm           | Nurul Huda Abdullah                                                                              | 2:22.54 | May Tan Seok Khoon                                                                                | 2:34.24 | Chutiporn Prypiroonroj                                                                       | 2:34.24 |
|                          |                                                                                                  |         |                                                                                                   |         |                                                                                              |         |
| 200 m hỗn hợp cá nhân    | Nurul Huda Abdullah                                                                              | 2:24.61 | Elfira Rosa Nasution                                                                              | 2:27.09 | Kanongwon Sriprasert                                                                         | 2:32.45 |
| 400 m hỗn hợp cá nhân    | Nurul Huda Abdullah                                                                              | 5:01.19 | Elfira Rosa Nasution                                                                              | 5:09.62 | Maya Masita Nasution                                                                         | 5:19.25 |
|                          |                                                                                                  |         |                                                                                                   |         |                                                                                              |         |
| 4×100 m tiếp sức tự do   | Thái Lan Chatkaew Bulsuk · Papanee Jirathornwattana · Kusumarn Thammamongkol · Panachit Dhanasin | 4:06.70 | Philippines Christine Jacob · Ma Christina Bautista · Rose Luzelle Papa · Celestial De Leon       | 4:07.00 | Malaysia May Tan Seok Khoon · Jutta Mee Poh Tan · Marjorie Tan Suan Su · Nurul Huda Abdullah | 4:10.55 |
| 4×100 m tiếp sức hỗn hợp | Indonesia Laurentia Ratna Pardipta · Rainy Maria Awuy · Elfira Rosa Nasution · Yustina Atmadja   | 4:32.64 | Thái Lan Dullaya Phuangthong · Nuntana Khaoplum · Kanogwong Sriprasert · Papanee Jirathornwattana | 4:38.70 | Philippines Christine Jacob · Rose Luzalle Papa · Mari Kaar Maniego · Ma Christina Bautista  | 4:44.46 |

### Nhảy cầu
| Nội dung     | Vàng                | Vàng   | Bạc                  | Bạc    | Đồng                | Đồng   |
| ------------ | ------------------- | ------ | -------------------- | ------ | ------------------- | ------ |
| Cầu mềm nam  | Somchai Ongkasing   | 556.41 | Kristedy Permana     | 548.73 | Djawahir Moc Taufan | 547.17 |
| Cầu cứng nam | Somchai Ongkasing   | 527.13 | Eko Setiawan Leoloes | 511.26 | Dody Wihaardjito    | 460.62 |
|              |                     |        |                      |        |                     |        |
| Cầu mềm nữ   | Dwi Mariastuti      | 434.94 | Aye Aye Soe          | 386.76 | Lee Po Ling         | 363.63 |
| Cầu cứng nữ  | Indah Windyaningsih | 351.99 | Dwi Mariastuti       | 346.41 | Aye Thuzar          | 320.52 |

### Bóng nước
| Nội dung     | Vàng      | Vàng | Bạc      | Bạc | Đồng      | Đồng |
| ------------ | --------- | ---- | -------- | --- | --------- | ---- |
| Đồng đội nam | Singapore |      | Malaysia |     | Indonesia |      |

## Bảng huy chương
| Hạng               | Đoàn               | Vàng | Bạc | Đồng | Tổng số |
| ------------------ | ------------------ | ---- | --- | ---- | ------- |
| 1                  | Indonesia (INA)    | 8    | 13  | 12   | 33      |
| 2                  | Malaysia (MAS)     | 8    | 4   | 3    | 15      |
| 3                  | Singapore (SIN)    | 8    | 2   | 3    | 13      |
| 4                  | Philippines (PHI)  | 5    | 10  | 8    | 23      |
| 5                  | Thái Lan (THA)     | 5    | 4   | 7    | 16      |
| 6                  | Myanmar (MYA)      | 0    | 1   | 1    | 2       |
| Tổng số (6 đơn vị) | Tổng số (6 đơn vị) | 34   | 34  | 34   | 102     |